# Bécherel
Bécherel (bretonisch Begerel) ist eine französische Gemeinde mit 685 Einwohnern (Stand 1. Januar 2022) im Département Ille-et-Vilaine in der Region Bretagne; sie gehört zum Arrondissement Rennes sowie zum Kanton Montauban-de-Bretagne.

## Stadt der Bücher
Die Gemeinde wird „Stadt der Bücher“ genannt, da es im Ort 15 Buchhandlungen für 660 Einwohner gibt. Mehrmals im Jahr finden Bücherfeste statt, insbesondere das Fête du Livre (Fest der Bücher) am Osterwochenende, sowie die „Nacht der Bücher“ im August.

## Bevölkerungsentwicklung
| 1962 | 1968 | 1975 | 1982 | 1990 | 1999 | 2006 | 2017 |
| ---- | ---- | ---- | ---- | ---- | ---- | ---- | ---- |
| 659  | 626  | 543  | 528  | 599  | 660  | 731  | 669  |

## Sehenswürdigkeiten

Kirche Notre-Dame

- Kirche Notre-Dame